# ダリオ・ファン・デン・バイス
ダリオ・ファン・デン・バイス（Dario Van den Buijs, 1995年9月12日 - ）は、ベルギー・リール出身のサッカー選手。RKCヴァールヴァイク所属。ポジションはDF（センターバック）。

## 経歴
クルブ・ブルッヘの下部組織出身。2011年にはナイキが主催する少年サッカー選手10万人を対象としたサッカー大会で、16人の優秀な選手に選ばれ、その16人と共にマンチェスター・ユナイテッドFCやユヴェントスFCのユースチームと対戦した。
2015年6月、エールステ・ディヴィジのFCアイントホーフェンと3年契約を結んだ。8月24日のヨング・アヤックス戦で後半16分、イヴォ・ローセンとの交代でデビューした。同クラブではプレースキッカーとして9ゴール13アシストを記録した。
2017年6月9日、エールディヴィジのヘラクレス・アルメロと3年契約を締結。1年の契約延長オプションが付帯している。
2019-20シーズン限りでヘラクレスとの契約を満了し退団。KベールスホットVAへフリートランスファーで加入し、3年契約で母国へ復帰した。2020年夏に獲得に乗り出していたフォルトゥナ・シッタートが翌年1月頭に再びアプローチすると。1月29日に同クラブへ買い取りオプション付きでシーズン終了までのローンとなる。ブラニスラフ・ニニャイを放出したクラブへ加入し、半年でオランダへ舞い戻った。
2021年8月30日、RKCヴァールヴァイクに4年契約で移籍した。

## 人物
父親のスタン・ファン・デン・バイスも元サッカー選手であり、スタンダール・リエージュでスカウトを務めている。また、兄のジャンニもサッカー選手である。